# Festival interceltique de Lorient 1978
La 8e édition du Festival interceltique des Cornemuses de Lorient se déroule du 4 au 13 août 1978.
Le festival compte chaque jour de nombreuses manifestations culturelles, mais aussi culinaires ou sportives, dans différents lieux de la ville. Elles sont animées par un grand nombre d'artistes (ensembles musicaux, cercles de danse, chœurs, etc.) parmi lesquels les têtes d'affiches Alan Stivell, et Joan Baez, ou encore le Bagad de Lann Bihoué, la Kevrenn de Rennes, le Boghall and Bathgate pipe band (en), les Shetland fiddlers (en), les Heriot Watt University Country Dancers, Ceoltoiri Altan, Jean Baron et Christian Anneix, Pierre Crépillon et Patrick Molard, etc. 

## Manifestations

### Stade du Moustoir
- Finale du Championnat national des bagadoù au Parc du Moustoir, remportée par le Bagad Kemper pour la quatrième année consécutive[2].
- « Festival interceltique », avec le palmarès du championnat et de nombreux bagadoù, pipe bands, chœurs, etc.
- « Festival des cornemuses ».
- « Festival de la Musique et de la Danse bretonne ».
- Grand spectacle Bretagne-Ecosse-Ile de Man.
- Grand spectacle Irlande-Galice.
- Le récital Joan Baez.
- Nuit interceltique du folk. Alan Stivell y présente son album Un dewezh 'barzh 'gêr : Journée à la maison.

### Palais des Congrès
- Musiques pour ensembles de cornemuses.
- Concerts « les Cornemuses d'Europe ».
- La Galice chante et danse.
- Cotriade.
- Cabaret breton tous les soirs.
- Exposition de costumes et coiffes de Bretagne.

### Places et rues de la ville
- Baleadenn Veur, « Parade des nations celtes et des pays de Bretagne », un grand défilé folklorique de bagadoù, cercles celtiques et autres délégations venues d'Ecosse, d'Irlande, de Galice, du pays de Galles et de l'Île de Man, et des troupes de sonneurs de Flandre et de Messine (Sicile).
- Le « Triomphe des sonneurs », avec tous les bagadoù, pipe bands et danseurs du festival.
- « Fest Noz Vraz » place de l'Hôtel de ville. On peut y voir Joan Baez et Alan Stivell danser ensemble un an-dro[3].
- Défilés et concerts place d'Alsace-Lorraine, place Jules Ferry et place des Halles Saint-Louis.

### Église Saint-Louis
- Messe en breton.
- Concert de bombarde et orgue et de chorales galloise et galicienne.

### Ecole maternelle de la nouvelle ville
- Exposition « Les jubés de Bretagne ».
- Exposition « Habitât romain en Armorique ».
- Exposition-vente de minéraux.

### Autres lieux
- Nuit du port de pêche de Keroman.
- Pièce de théâtre Channel Crossing à la Maison des Loisirs.
- Expositions d'artistes et artisans celtes (peinture, gravure, dessin, sculpture, photographie, artisanat d'art et littérature) sous un chapiteau près du Palais des Congrès.
- Université populaire d'été, comprenant des cours de breton, archéologie et histoire ou sur le thème de la mer.
- Conférence sur « Les Mégalithes ».
- Conférence sur « Les haches polies de Bretagne ».
- Tournois de tennis, de golf et de bridge.
- Journée des sports traditionnels au Parc des Sports.
- Concours du « Poisson du Festival » dans les restaurants.

## Discographie
Un disque 33 tours vinyle est enregistré pour promouvoir le festival.
- 1978 : Festival Interceltique de Lorient - Bretagne - Volume n° 8| No  | Titre                                      | Durée |
| --- | ------------------------------------------ | ----- |
| 1.  | Kevrenn Kemperle                           |       |
| 2.  | Hubert Boone et les Musiciens des Flandres |       |
| 3.  | Ayr Pipe-Band                              |       |
| 4.  | Fuxan os Ventos                            |       |
| 5.  | Kevrenn de Rennes                          |       |
| 6.  | Ceoltoiri Altan                            |       |
| 7.  | Coral Poliphonica Casablanca Mercentil     |       |
| 8.  | Richard Butler                             |       |
| 9.  | Youenn Le Bihan / Alain Pennec             |       |
| 10. | New Celeste (en)                           |       |
| 11. | Shetland fiddlers (en)                     |       |
| 12. | Port Talbot Cymric Glee Society            |       |